# Clifford Glenwood Shull
Clifford Glenwood Shull (n. 23 septembrie 1915, Pittsburgh, Pennsylvania, SUA – d. 31 martie 2001, Medford⁠(d), Massachusetts, SUA) este un fizician american, laureat al Premiului Nobel pentru Fizică în 1994 împreună cu Bertram Brockhouse pentru dezvoltarea tehnicii difracției neutronilor. 